# Sean Callery

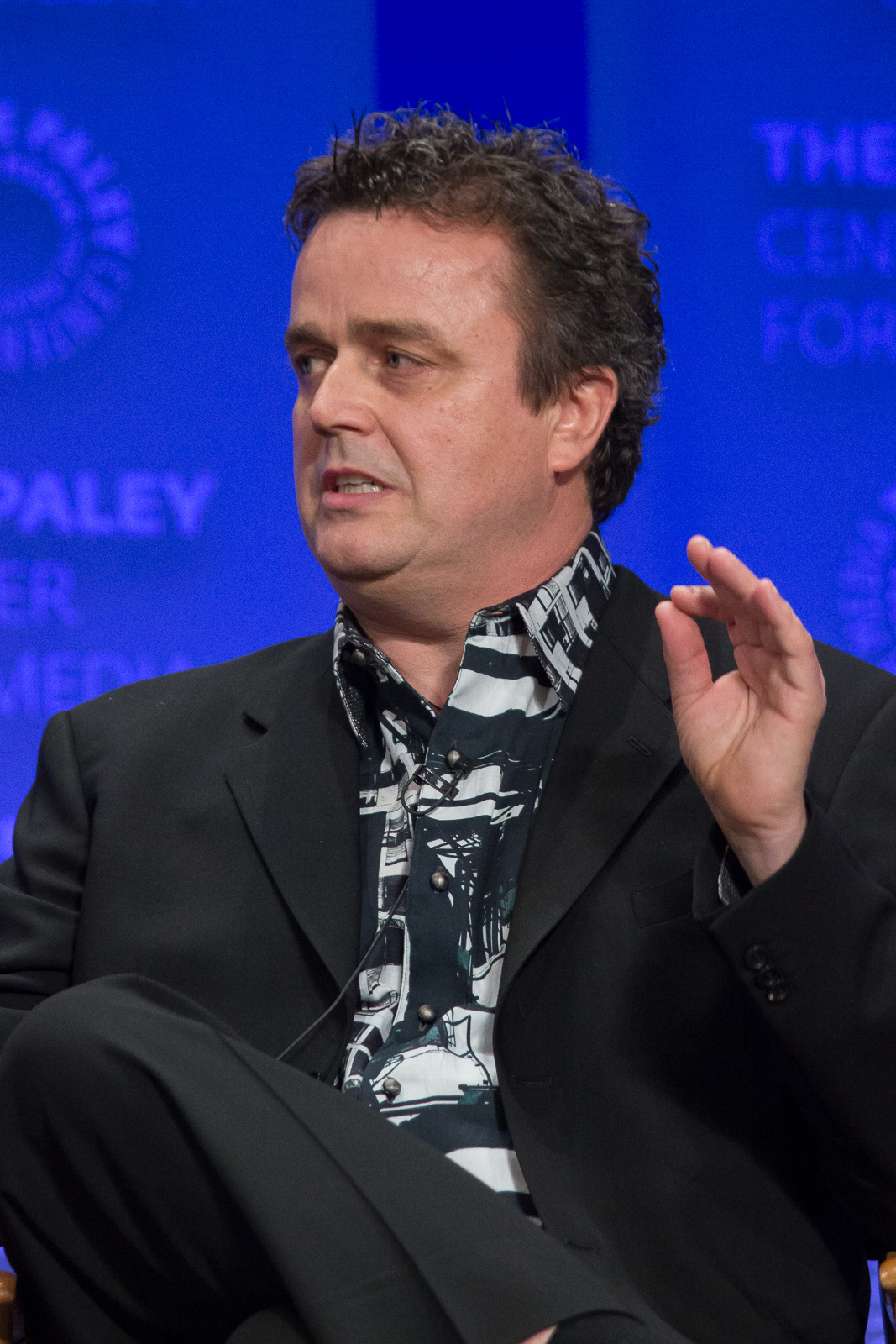
Sean Callery in 2015

Sean Callery (Hartford, 14 september 1964) is een Amerikaanse film- en televisiecomponist. Hij is het meest bekend van het componeren van de muziek voor de televisieserie 24 en het gelijknamige computerspel. Daarnaast componeerde hij de muziek voor het James Bondcomputerspel Everything or Nothing en de televisieserie Nikita. De muziek die hij maakt is elektro-akoestisch te noemen. Vaak gebruikt hij de computer om de muziek te verbeteren.
Callery's muziek voor de televisieserie 24 werd in 2007 gebruikt door Endemol voor de Nederlandse televisieproductie De Grote Donorshow.
Voor de 24ste aflevering van het vijfde seizoen van 24 won Callery een Emmy Award voor beste muziek.

## Producties
Voor de volgende films en televisieseries produceerde Callery de muziek:
- Designated Survivor (2016-2018)
- Homeland (2011-heden) (tv)
- 24 (2001-2010) (tv)
- Treasure Hunters (tv)
- 24: The DVD Board Game (2006) (V)
- Not Like Everyone Else (2006) (tv)
- Medium (tv)
- 24: The Game (2006) (computerspel)
- Mayday (2005) (tv)
- James Bond 007: Everything or Nothing (2003) (computerspel)
- Blowback (2000)
- Sheena (2000) (tv)
- Nikita (1997) (tv)
- Fun House Express (1995)
- A Mom for Christmas (1990) (tv)

## Albums
- 24: The Soundtrack
- 24: Seasons Four and Five Soundtrack

- Biblioteca Nacional de España: XX4615078
- Bibliothèque nationale de France: cb14084530n (data)
- Gemeinsame Normdatei: 135396344
- International Standard Name Identifier: 0000 0001 1774 4514
- Library of Congress Control Number: no2014109443
- MusicBrainz: 0ce7fbf0-1107-4c4f-b117-5f0756cf90c4
- Nationale Bibliotheek van Tsjechië: xx0031826
- Virtual International Authority File: 90762136
- WorldCat: E39PBJpJdcKCRvqmh8dGwKDrMP